# Mystery Team
„Mystery Team“ е първият пълнометражен филм на комедийната трупа Derrick Comedy. Режисьор на филма е Дан Екман, а сценарият е колективно дело на всички участници в трупата. Снимките на филма приключиха през юли 2008 година, очаква се филмът да е готов през 2009 година.